# Nigel Levine
Nigel Levine (ur. 30 kwietnia 1989) – brytyjski lekkoatleta, specjalizujący się w biegu na 400 metrów.

## Najważniejsze osiągnięcia
| Rok  | Rodzaj zawodów                 | Miasto    | Konkurencja                | Miejsce | Wynik   | Reprezentacja |
| ---- | ------------------------------ | --------- | -------------------------- | ------- | ------- | ------------- |
| 2007 | Mistrzostwa Europy juniorów    | Hengelo   | sztafeta 4 x 400 m         | 1.      | 3:08,21 | GBR           |
| 2008 | Mistrzostwa Świata Juniorów    | Bydgoszcz | sztafeta 4 x 400 m         | 2.      | 3:05,82 | GBR           |
| 2009 | Halowe mistrzostwa Europy      | Turyn     | sztafeta 4 x 400 m         | 2.      | 3:07,04 | GBR           |
| 2009 | Młodzieżowe mistrzostwa Europy | Kowno     | bieg na 400 m              | 2.      | 45,78   | GBR           |
| 2010 | Halowe mistrzostwa świata      | Doha      | sztafeta 4 x 400 m         | 3.      | 3:07,52 | GBR           |
| 2011 | Halowe mistrzostwa Europy      | Paryż     | sztafeta 4 x 400 m         | 2.      | 3:06,46 | GBR           |
| 2011 | Młodzieżowe mistrzostwa Europy | Ostrawa   | bieg na 400 m              | 1.      | 46,10   | GBR           |
| 2011 | Młodzieżowe mistrzostwa Europy | Ostrawa   | sztafeta 4 x 400 m         | 1.      | 3:03,53 | GBR           |
| 2012 | Mistrzostwa Europy             | Helsinki  | sztafeta 4 x 400 m         | 2.      | 3:01,56 | GBR           |
| 2013 | Halowe mistrzostwa Europy      | Göteborg  | bieg na 400 m              | 2.      | 46,21   | GBR           |
| 2013 | Halowe mistrzostwa Europy      | Göteborg  | sztafeta 4 × 400 m         | 1.      | 3:05,78 | GBR           |
| 2013 | Mistrzostwa świata             | Moskwa    | sztafeta 4 × 400 m         | 4.      | 3:00,88 | GBR           |
| 2014 | Igrzyska Wspólnoty Narodów     | Glasgow   | sztafeta 4 × 400 m         | 1.      | (elim.) | ENG           |
| 2014 | Halowe mistrzostwa świata      | Sopot     | sztafeta 4 × 400 m         | 2.      | 3:03,49 | GBR           |
| 2014 | Mistrzostwa Europy             | Zurych    | sztafeta 4 x 400 m (elim.) | 1.      | 2:58,79 | GBR           |

Złoty medalista mistrzostw kraju.

## Rekordy życiowe
- Bieg na 400 metrów (stadion) – 45,11 (2012)
- Bieg na 400 metrów (hala) – 45,71 (2012 i 2014)